# 開発のための革新的資金調達に関するリーディング・グループ
開発のための革新的資金調達に関するリーディング・グループ (かいはつのためのかくしんてきしきんちょうたつにかんするリーディング・グループ、英: Leading Group on Innovative Financing for Development) は、革新的資金メカニズム (Innovative Financing Mechanisms:IFM) の定義の推進と実施を目的として開発水準の異なる国家と、国際機関、及び市民社会が共同で設立した国際協議プラットフォーム。旧名称は「開発のための連帯税に関するリーディング・グループ (Leading Group on Solidarity Levies to Fund Development)」。略称はリーディング・グループまたはLG。常設事務局 (Permanent Secretariat) は、フランス、パリの外務省に設置されている。

## 概要
2006年のパリ国際開発会議で定義されたリーディング・グループの当初の使命は次の通り。
1. 開発のための革新的資金調達メカニズムの台頭と推進プロジェクトの普及に貢献すること。
2. 国際協議やパートナーとの間で国際連帯税の概念を推進すること。
3. 国際航空券連帯税の開発を推進し導入国の増加に努めること。
4. 国際航空券連帯税の税収を保健及び開発分野に活用するための長期的行動を検討すること。

## 加盟国
現在、オブ-ザーバーを含め63カ国が加盟している(順不同)。
- アルジェリア, オーストリア, バングラデシュ, ベルギー, ベナン, ブータン, ブラジル, ブルキナファソ, ブルンジ, カンボジア, カメルーン, カーボベルデ, 中央アフリカ, チリ, 中国, コンゴ, キプロス, ジブチ, エクアドル, エジプト, エチオピア, フィンランド, フランス, ガボン, ドイツ, グアテマラ, ギニア, ギニアビサウ, ハイチ, インド, イタリア, コートジボワール, 日本, ヨルダン, レバノン, リベリア, ルクセンブルク, マダガスカル, マリ, モーリタニア, モーリシャス, メキシコ, モロッコ, モザンビーク, ナミビア, オランダ, ニカラグア, ニジェール, ナイジェリア, ノルウェー, ポーランド, ルーマニア, サントメ・プリンシペ, サウジアラビア, セネガル, シエラレオネ, 南アフリカ, 韓国, スペイン, スリランカ, トーゴ, イギリス, ウルグアイ, 欧州委員会, アフリカ連合

現在、1つの財団が加盟している。
- ビル・アンド・メリンダ・ゲイツ財団

現在、下記の国際機関その他多数が加盟している(順不同)。
- 国際連合 (UN)
- アフリカ開発銀行 (AFDB)
- 世界銀行 (WB)
- 米州開発銀行 (IADB)
- アジア開発銀行 (ADB)
- 国連食糧農業機関 (FAO)
- 国際通貨基金 (IMF)
- 国連人口基金 (UNPF)
- 世界エイズ・結核・マラリア対策基金 (GF)
- 経済協力開発機構 (OECD)
- 世界保健機関 (WHO)
- 国連エイズ合同計画 (UNAIDS)
- 世界食糧計画 (WFP)
- 国際農業開発基金 (IFAD)
- 国連調達部 (UNPD)
- 国連児童基金 (UNICEF)
- GAVIアライアンス

## 略歴
- 2006年3月、パリ国際会議にて「開発のための連帯税に関するリーディング・グループ」として結成される。(メンバー数：38)
- 2006年7月、ブラジリアで第1回総会が開催される。
- 2007年2月、オスロで第2回総会が開催。「タックス・ヘイブンと資本流出に関するタスクフォース」を設置。(メンバー数：46)
- 2007年9月、ソウルで第3回総会が開催される。(メンバー数：53)
- 2008年4月、ダカールで第4回総会を開催。エジプトと日本が新たにオブザーバーとして参加する。
- 2008年11月、コナクリで第5回総会を開催。日本が初めて正規のメンバーとして参加。
- 2009年6月、パリで第6回総会を開催。名称が現在のものに改名される。
- 2009年10月、パリで「金融取引と開発に関するタスクフォース」を設置。
- 2010年1月、サンチアゴで第7回総会を開催。
- 2010年12月、東京で第8回総会を開催。
- 2011年6月、バマコで第9回総会を開催。
- 2012年3月、マドリードで第10回総会を開催。
- 2013年2月、ヘルシンキで第11回総会を開催。アフリカ連合がオブザーバー参加。(メンバー数：63)